# 에스와티니의 국장

에스와티니의 국장

에스와티니의 국장은 에스와티니를 상징하는 문장으로 1968년에 제정되었다.
국장 가운데에는 응구니족의 전통적인 파란색 방패가 그려져 있으며 방패 안에는 에스와티니의 전통적인 창과 방패가 그려져 있다. 방패 왼쪽에는 사자가 그려져 있고 방패 오른쪽에는 코끼리가 그려져 있다. 사자는 왕을, 코끼리는 왕비를 의미하며 방패는 보호를 의미한다.
방패 위쪽에는 수확을 맞이하는 에스와티니의 전통 축제인 인콸라(Incwala)에서 사용하는 왕관인 리들라베(Lidlabe)의 깃털 장식이 그려져 있다. 방패 아래쪽에 있는 리본에는 에스와티니의 나라 표어인 "우리는 요새다"(Siyinqaba)가 스와티어로 쓰여져 있다.